# 唐寧氏鈍塘鱧
唐寧氏鈍塘鱧（学名：Amblyeleotris downingi），为輻鰭魚綱鱸形目鰕虎亞目鰕虎魚科鈍塘鱧屬的其中一種，分布於印度洋區的波斯灣及印尼等海域，體長可達14公分，為底棲性魚類，棲息深度13-20公尺，生活在沙石混合區並與槍蝦共生。

## 扩展阅读
維基物種上的相關：唐寧氏鈍塘鱧